# Lorenzo Baldissera Tiepolo

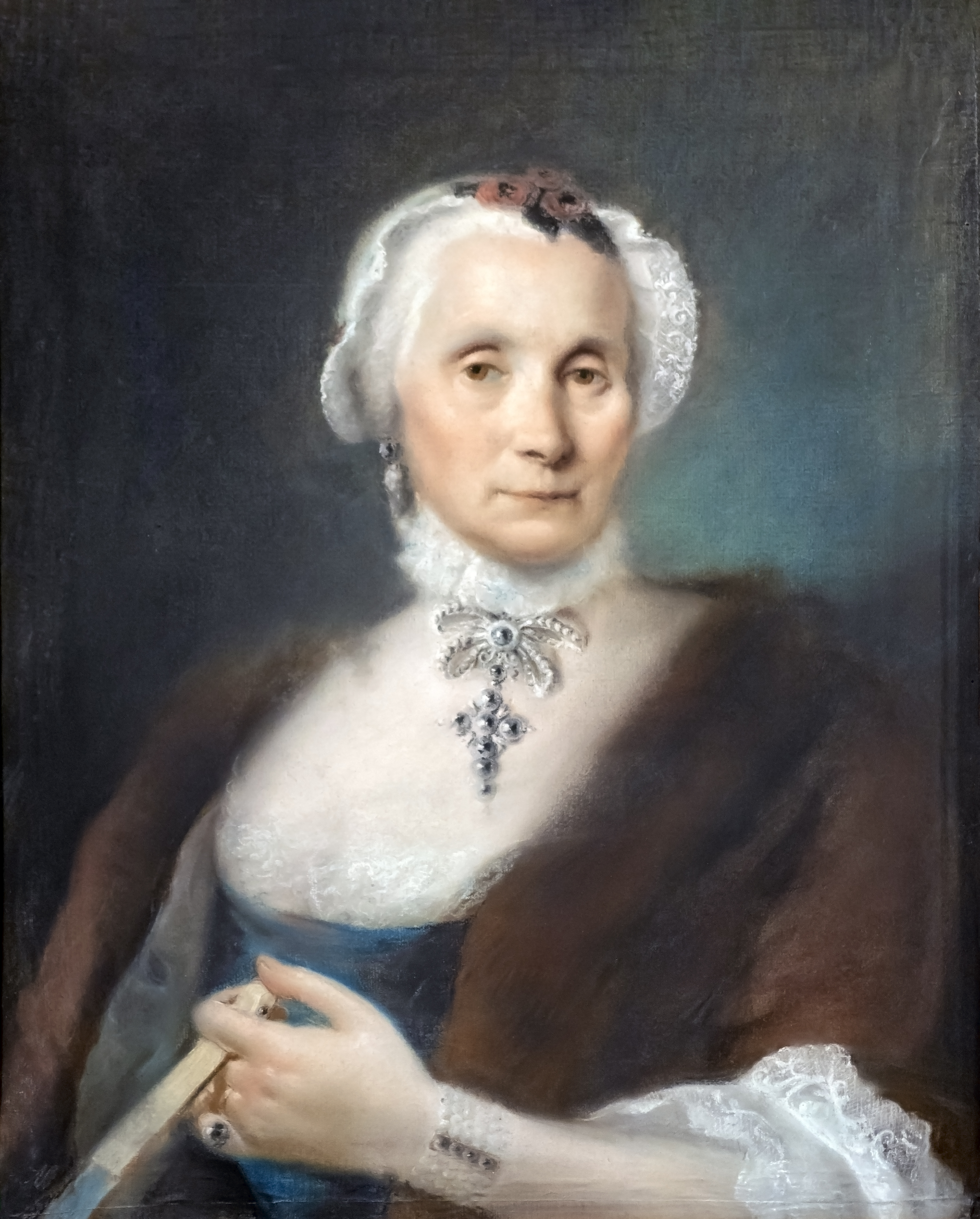
Lorenzo Baldissera Tiepolo – Porträtt av Cecilia Guardi Tiepolo, konstnärens mor (1757). Museo del Settecento Veneziano, Ca'Rezzonico, Venedig.

Lorenzo Baldissera Tiepolo, född 8 augusti 1736 i Venedig, död augusti 1776 i Madrid, var en italiensk målare, son till Giovanni Battista Tiepolo och bror till Giovanni Domenico Tiepolo.